# Robo
Robo właśc. Roberto Valverde (ur. 1955 w Cali, Kolumbia) – amerykański perkusista pochodzący z Kolumbii.

## Kariera
Od 1978 do 1981 był perkusistą zespołu Black Flag. Nagrał z nimi single: Jealous Again, Six Pack oraz ich pierwszy album Damaged. Po odejściu z Black Flag występował z The Misfits i zagrał na ich albumie Earth A.D./Wolfs Blood. Jego styl gry jest bardzo dynamiczny, co słychać na albumach, których jest współautorem.
W 2003 razem z Dezem Cadeną, Gregiem Ginnem i C'el Revueltą wziął udział w trzech koncertach reaktywowanego na moment Black Flag.
W 2005 roku powrócił do The Misfits (przed nim przez pewien czas grał tam Marky Ramone) i wziął udział w ich pierwszej po 2 latach trasie po USA. Oprócz niego w zespole występował wokalista/ basista Jerry Only i gitarzysta znany wcześniej z Black Flag Dez Cadena. Oprócz starych i nowych piosenek The Misfits wykonywali 4 lub 5 numerów Black Flag (które Cadena zaśpiewał). W 2007 brał udział w przygotowaniu nowego albumu The Misfits.
Robo mieszka w USA razem z żoną i synem.

## Dyskografia

### Black Flag
- Jealous Again, 7" (SST Records 1980)
- Six Pack, 7" (SST Records 1981)
- Damaged, LP (SST Records 1981)
- Everything Went Black, LP (SST Records 1981)

### The Misfits
- Earth A.D./Wolfs Blood, LP (Plan 9 Records 1983)
- Die, Die My Darling, 7" (Caroline Records 1984)